# Melogramma
Melogramma es un género de hongos en la familia Melanconidaceae. El género fue descripto por Elias Magnus Fries en 1849.